# Bibliothèque Priaulx

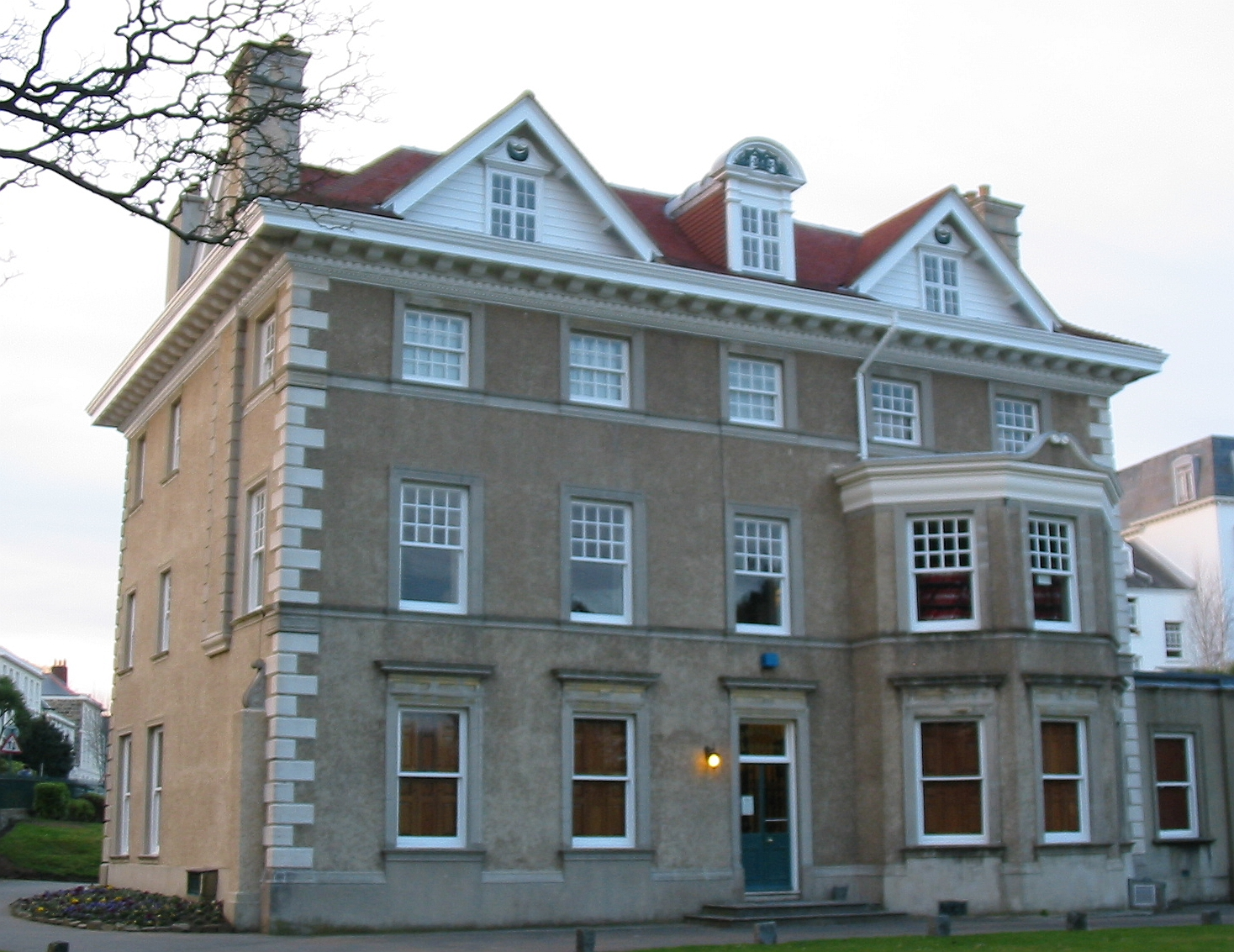
La bibliothèque Priaulx à Guernesey.

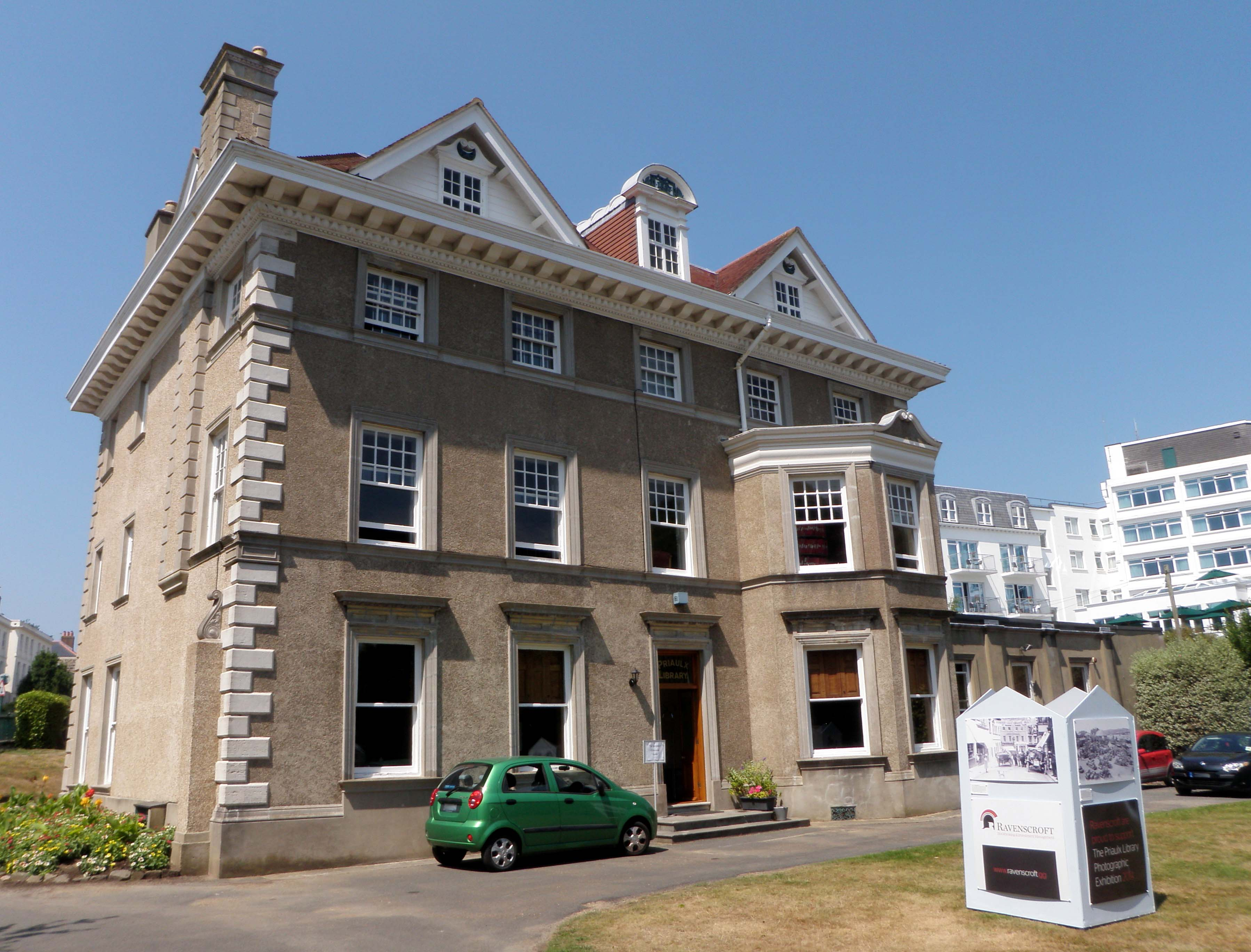
Exposition photographique à la bibliothèque Priaulx en 2014.

La bibliothèque Priaulx (en anglais : Priaulx Library, en guernesiais : Bibliothèque Priaulx d'Saint Pièrre Port Dgèrnésy) est la principale bibliothèque de l'île de Guernesey. Elle est le lieu de conservation et d'archivage des documents historiques et des principales collections locales de cette île Anglo-Normande, ainsi qu'un centre de recherche généalogique.

## Présentation
La bibliothèque Priaulx est située dans la ville de Saint-Pierre-Port. Le fonds de la bibliothèque a été constitué sur la collection d'ouvrages donnée par Osmond de Beauvoir Priaulx (1805-1891) qui donna également sa maison (Candie), les jardins attenants et sa collection de livres aux archives des États de Guernesey pour créer, de son vivant, la bibliothèque Priaulx en 1889. L'édifice renferme un grand nombre d'ouvrages sur l'histoire de Guernesey et de ses habitants, dans un décor au style victorien formé de boiseries et plafond à solives armoriées aux armes des familles guernesiaises. Dans le salon principal, qui est la salle de lecture, trône le portrait du fondateur, Osmond de Beauvoir Priaulx, au-dessus de la cheminée.
La bibliothèque possède un fonds concernant la littérature européenne, classique et orientale, ainsi que l'histoire militaire et la généalogie locale. La bibliothèque a aussi des copies microfilmées des registres civils et ecclésiastiques, un centre de recherche de l'histoire des familles locales et une grande archive des journaux locaux. La bibliothèque organise régulièrement des expositions ouvertes au public.
La bibliothèque Piaulx est le centre de recherche généalogique pour les familles de Guernesey, de Jersey, des îles Anglo-Normandes et au-delà. Son fonds complète le service des archives de l'île et états de Guernesey.
Claire Le Pelley, jurat à la Cour royale de Guernesey, est la présidente du Conseil d’administration de la bibliothèque Priaulx.